# Ушкаренко Віктор Олександрович
Ушкаренко Віктор Олександрович (6 травня 1938) — радянський та український вчений — аграрій, академік Національної академії аграрних наук, академік Академії наук вищої школи України, заслужений працівник вищої школи Української РСР (1988р), почесний працівник Державного комітету України з водного господарства (2008р), Лауреат Державної премії України в галузі науки і техніки (1997р), Лауреат премії АР Крим (2010р), Почесний громадянин м. Херсон (2013р), доктор сільськогосподарських наук, професор, завідувач кафедри землеробства ХДАУ.